# Otto Heuer (Literaturhistoriker)

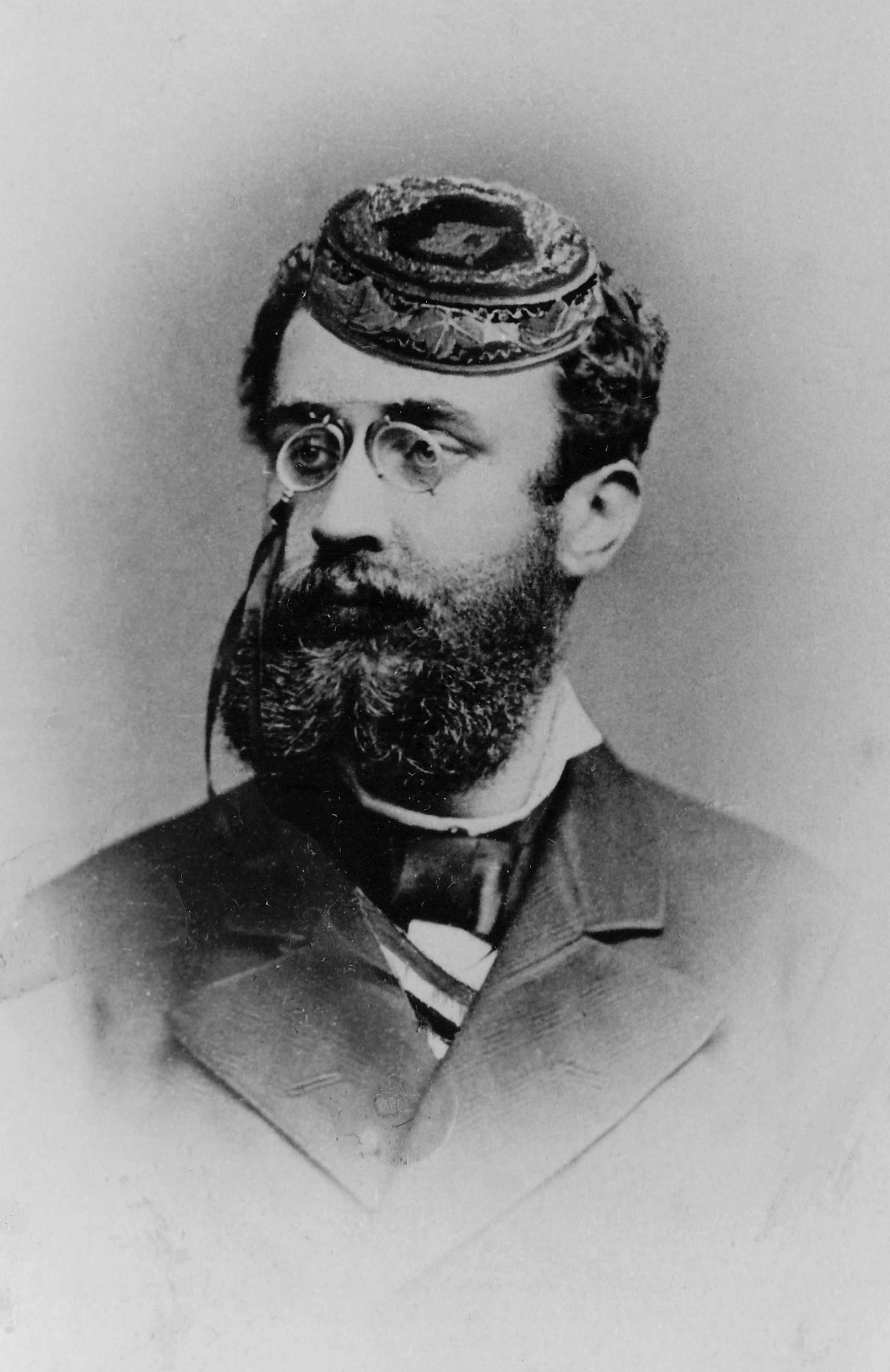
Otto Heuer

Otto Heuer (* 6. Februar 1854 in Hannover; † 24. Januar 1931 in Bad Homburg vor der Höhe) war ein deutscher Literaturhistoriker. Von Hermann Grotefend entdeckt, wurde er „einer der ersten Goetheforscher aller Zeiten“. 

## Leben
Heuer studierte Philologie und Geschichte an der Universität Leipzig und  renoncierte am 27. April 1873 beim Corps Thuringia Leipzig. Am 1. August 1873 recipiert, bewährte er sich als Subsenior und Consenior. Am 18. Januar 1875 wurde er philistriert. Nach dem Studium verbrachte er mehrere Jahre in Österreich, um sich „dem Lehr- und Erziehungsfache zu widmen“. Danach wandte er sich in Berlin der Geschichtsforschung zu. 1886 kam er nach Frankfurt am Main, wo er in der Redaktion der von der  Bayerischen Akademie der Wissenschaften herausgegebenen Reichstagsakten tätig war. Am 21. Januar 1887 wurde er zum Schriftführer der akademischen Fachabteilung für Geschichte im Freien Deutschen Hochstift gewählt. Im selben Jahr promovierte ihn die Friedrich-Wilhelms-Universität zu Berlin zum Dr. phil. Am 1. April 1888 übernahm er im Hochstift die Stellung des Verwaltungsschreibers und Bibliothekars. Als Professor und Direktor des von ihm 1897 gegründeten Frankfurter Goethe-Museums leitete er bis 1925 die Geschäfte des  Freien Deutschen Hochstifts. Er kuratierte die ersten Ausstellungen zu Johann Wolfgang von Goethe. Die Sammlungen baute er aus, um einen Neubau für das erste Frankfurter Goethe-Museum zu erreichen. Außer Goethe widmete er sich auch Sigismund von Luxemburg, Johannes Friedrich Müller, Johann Heinrich Ramberg und Julius Schnorr von Carolsfeld.
Zur Verabschiedung im Oktober 1925 kamen der Landrat Alexander von Bernus, der Justizrat Paul Neumann, Franz Adickes, Weimars Oberbürgermeister Martin Donndorf, Alfred Biese, Frankfurts Stadtbibliothekar Hermann Traut und andere. Den Ruhestand verlebte Heuer in Bad Homburg vor der Höhe.

## Werke
- Goethe und seine Vaterstadt, Sonderabdruck aus der Festschrift zu Goethes 150. Geburtstagsfeier, dargebracht vom Freien Deutschen Hochstift, 1899.
- Johann Heinrich Ramberg als Illustrator unserer Klassiker. Frankfurt am Main 1909.
- Goethes Geburtshaus und sein Umbau durch den Herrn Rat im Jahre 1755. Frankfurt am Main 1910.
- Die Königsleutnantsbilder im Frankfurter Goethemuseum. Zur Erinnerung an das 25-jährige Bestehen des Frankfurter Goethemuseums. Frankfurt am Main 1922.
- Marianne von Willemers Festgruß zu Goethes 75. Geburtstage. Eine Säkularerinnerung zum 28. August 1924. Frankfurt am Main 1924.
- Das Werden der Faustdichtung Goethes. Neue Forschungen. Recklinghausen 1932.

## Ehrungen
- Ehrenplakette der Stadt Frankfurt am Main in Silber durch Stadtrat Willy Meckbach (1925)[11]
- Reliefbild im Goethe-Museum, gefertigt von Richard Scheibe[11]
- Ehrenmitglied der Goethe-Gesellschaft (1926)[12][A 1]